# 一期一会〜キミノコトバ〜
『一期一会〜キミノコトバ〜』（いちごいちえ キミノコトバ）は、2010年10月24日から2011年1月30日までキッズステーションで放送された日本のテレビアニメ。

## 概要
ファンシー文具メーカーマインドウェイブのステーショナリーシリーズ『一期一会』のアニメ化第2弾。一話（5分間）完結、全13話。

## ストーリー
女の子たちの何気ない日常を綴る。

## キャスト
メインキャスト
- 前田希美：ささやん
- 黒田瑞貴：れーなさん、よっち
- 清野菜名：うーりん、ノリっち
- 荻野可鈴：のん
- 志田友美：みーこ、もーりぃ
- 山田朱莉：りっぴ、ゆゆ

他
- 山本正樹：たろ
- 鈴木恭輔：シマ
- 坂東孝一：コウ
- 栗山拓也：もっさん
- 下和田ヒロキ：はる介
- 八木澤翔：じゅう

## スタッフ
- 原作 - マインドウェイブ
- 監督・演出・絵コンテ - くわじまゆきお
- 脚本 - 駒尾真子
- キャラクターデザイン - 武内啓、山崎寿美子
- 作画監督 - 武内美月
- 美術 - アトリエローク
- 音楽 - 瓜田幸治、インクルードP.D.
- キャスティング協力 - タンバリンアーティスツ、81プロデュース
- 制作 - フォーサム
- 制作協力 - ヒーローガレージ、サニーサイドアップ
- 製作 - 一期一会製作委員会（マインドウェイブ、キッズステーション、フォーサム）

## 主題歌
2010年10月27日にレコチョクより着うた（R）、着うたフル（R）を配信。
オープニングテーマ「Happy Day」
作詞 - 田形美喜子 / 作曲 - 大隅知宇 / 編曲 - 今井晶規 / 唄 - コトノハ（荻野可鈴、志田友美、山田朱莉）
エンディングテーマ「Best friend」
作詞 - 田形美喜子 / 作曲・編曲 - ムラマツテツヤ / 唄 - コトノハ（荻野可鈴、志田友美、山田朱莉）

## 各話リスト
| 話数 | サブタイトル         | 放送日          |
| ---- | -------------------- | --------------- |
| 1    | サイコーの仲間       | 2010年 10月24日 |
| 2    | 魔法のコトバ         | 10月31日        |
| 3    | ライバル             | 11月7日         |
| 4    | キミの一言           | 11月14日        |
| 5    | 夏の日               | 11月21日        |
| 6    | お祭り               | 11月28日        |
| 7    | みんなのハーモニー   | 12月5日         |
| 8    | アンタの横顔         | 12月12日        |
| 9    | 泣いて、笑って、     | 12月19日        |
| 10   | どうしようもないキミ | 12月26日        |
| 11   | 星空のキセキ         | 2011年 1月9日   |
| 12   | ヒコウキ雲           | 1月23日         |
| 13   | キミノコトバ         | 1月30日         |